# Rhumspringe
Rhumspringe település Németországban, azon belül Alsó-Szászország tartományban. Lakosainak száma 1773 fő (2023. december 31.).

## Népesség
A település népességének változása:
| Lakosok száma | 1822 | 1808 | 1819 | 1788 | 1763 | 1814 | 1773 |
|               | 2015 | 2016 | 2017 | 2019 | 2021 | 2022 | 2023 |